# كريستيان فريش
كريستيان فريش (بالدنماركية: Christian Frisch)‏ هو دراج دنماركي، ولد في 8 يوليو 1891 في كوبنهاغن في الدنمارك، وتوفي في 7 ديسمبر 1954.

## وصلات خارجية
- كريستيان فريش على موقع أرشيف الدراجات (الإنجليزية)
- كريستيان فريش على موقع أوليمبيديا (الإنجليزية)